# قاسم‌آباد (بخش مرکزی تاکستان)
قاسم‌آباد روستایی در دهستان قاقازان شرقی بخش مرکزی شهرستان تاکستان استان قزوین ایران است.

## جمعیت
بر پایه سرشماری عمومی نفوس و مسکن در سال ۱۳۹۵ جمعیت این روستا ۴۷ نفر (۱۳خانوار) بوده‌است.